# Dave Formula
Dave Formula, właśc. David Tomlinson (ur. 11 sierpnia 1946 w Manchesterze) – brytyjski keyboardzista i kompozytor z Manchesteru, znany z nowofalowego zespołu Magazine, noworomantycznego projektu Visage, The Angel Brothers grającego World music oraz dokonań solowych.